# Texingtal
Texingtal est une commune autrichienne du district de Melk en Basse-Autriche.

## Géographie
La municipalité fait partie de la région de Mostviertel, correspondant au quart sud-ouest de la Basse-Autriche. Elle est située sur la rivière Mank, affluent de la Melk. Au sud-est, la commune est limitrophe du district de Sankt Pölten-Land.
Le territoire communal englobe de nombreux villages dont Texing est le lieu principal.

## Histoire
Dans l'Antiquité, la région faisait partie du royaume celtique de Norique qui est devenu une province de l'Empire romain en 15 ap. J.-C., sous le règne de l'empereur Auguste.
Le village de Texing fut mentionné pour la première fois vers la fin du XIe siècle. Une paroisse est créée en 1200. Le domaine est entré en possession de la chartreuse de Gaming en 1335 et l'est resté jusqu'à ce que l'empereur Joseph II dissout la communauté en 1782 et nationalise ses biens.

## Personnalité liée à la commune
- Engelbert Dollfuss (1892-1934), homme d'État austrofasciste.